# Карлсон, Александра
Алекса́ндра «Алекс» Ка́рлсон (англ. Alexandra «Alex» Carlson, в замужестве Алекса́ндра «Алекс» А́гре, англ. Alexandra «Alex» Agre; род. 14 декабря 1988, Сент-Пол) — американская кёрлингистка.
Играет на позициях второго и третьего.

## Достижения
- Чемпионат США по кёрлингу среди женщин: золото (2015, 2017, 2018).
- Континентальный Кубок по кёрлингу (в составе команды Северной Америки): золото (2017).
- Чемпионат США по кёрлингу среди смешанных пар: бронза (2017).
- Чемпионат мира по кёрлингу среди юниоров: бронза (2010).
- Чемпионат США по кёрлингу среди юниоров: золото (2009, 2010), серебро (2008), бронза (2012).

- Лучшая кёрлингистка года в США (англ. USA Curling Female Athlete of the Year): 2010.

## Команды
| Сезон                                             | Четвёртый          | Третий             | Второй         | Первый          | Запасной                                   | Турниры                         |
| ------------------------------------------------- | ------------------ | ------------------ | -------------- | --------------- | ------------------------------------------ | ------------------------------- |
| 2006                                              | Александра Карлсон | Табита Питерсон    | Тара Питерсон  | Софи Брорсон    |                                            | ЧСШАЮ 2006 (4 место)            |
| 2006—07                                           | Александра Карлсон | Табита Питерсон    | Тара Питерсон  | Софи Брорсон    |                                            | ЧСШАЖ 2007 (4 место)            |
| 2007—08                                           | Александра Карлсон | Табита Питерсон    | Тара Питерсон  | Софи Брорсон    |                                            | ЧСШАЮ 2008                      |
| 2008—09                                           | Александра Карлсон | Табита Питерсон    | Тара Питерсон  | Софи Брорсон    | Molly Bonner (ЧМЮ) тренер: Howard Restall  | ЧСШАЮ 2009 · ЧМЮ 2009 (5 место) |
| 2009—10                                           | Александра Карлсон | Табита Питерсон    | Тара Питерсон  | Софи Брорсон    | Miranda Solem (ЧМЮ) тренер: Howard Restall | ЧСШАЮ 2010 · ЧМЮ 2010           |
| 2011—12                                           | Александра Карлсон | Моника Уокер       | Kendall Behm   | Jordan Moulton  |                                            | ЧСШАЖ 2012 (4 место)            |
| 2012—13                                           | Александра Карлсон | Моника Уокер       | Kendall Behm   | Jordan Moulton  |                                            | ЧСШАЖ 2013 (4 место)            |
| 2013—14                                           | Александра Карлсон | Джейми Синклер     | Emilia Juocys  | Sherri Schummer |                                            | ЧСШАЖ 2014 (5 место)            |
| 2014—15                                           | Эрика Браун        | Александра Карлсон | Rebecca Funk   | Kendall Behm    |                                            | ЧСШАЖ 2015                      |
| 2015—16                                           | Александра Карлсон | Rebecca Funk       | Jordan Moulton | Kendall Behm    |                                            |                                 |
| 2016—17                                           | Джейми Синклер     | Александра Карлсон | Вики Персингер | Моника Уокер    | Тара Питерсон (кроме ККК)                  | ККК 2017 · ЧСШАЖ 2017           |
| 2017—18                                           | Джейми Синклер     | Александра Карлсон | Вики Персингер | Моника Уокер    | Дженна Мартин тренер: Скотт Бэрд           | ЧСШАЖ 2018 · ЧМ 2018 (4 место)  |
| Кёрлинг для смешанных команд (mixed curling)      |                    |                    |                |                 |                                            |                                 |
| 2017—18                                           | Kevin Johnson      | Александра Карлсон | Brian Agre     | Lysa Johnson    |                                            | ЧСШСК 2018 (6 место)            |
| Кёрлинг для смешанных пар (mixed doubles curling) |                    |                    |                |                 |                                            |                                 |
| 2015—16                                           | Alex Leichter      | Александра Карлсон |                |                 |                                            | ЧСШСП 2016 (4 место)            |
| 2016—17                                           | Александра Карлсон | Derrick McLean     |                |                 |                                            | ЧСШСП 2017                      |
| 2019—20                                           | Алекс Агре         | Derrick McLean     |                |                 |                                            | ЧСШСП 2020 (11 место)           |

(скипы выделены полужирным шрифтом)

## Частная жизнь
Начала заниматься кёрлингом в 1993, в возрасте четырёх лет.
В 2018 вышла замуж за Brian Agre, сменила фамилию на Агре. В марте 2019 у них родилась дочь Abigail Elaine Agre.